# Kingsbury County
Kingsbury County ist ein County im Bundesstaat South Dakota der Vereinigten Staaten. Das U.S. Census Bureau hat bei der Volkszählung 2020 eine Einwohnerzahl von 5187 ermittelt.

## Geographie
Das County hat eine Fläche von 2237 Quadratkilometer. Davon sind 66 Quadratkilometer (2,93 Prozent) Wasserflächen. Es grenzt im Uhrzeigersinn an die Countys: Hamlin County, Brookings County, Lake County, Beadle County und
Clark County

## Geschichte
Das County wurde am 8. Januar 1873 gegründet und die Verwaltungsorganisation am 18. Februar 1880 abgeschlossen. Es wurde nach den Brüdern George Washington (1837–1925) und T. A. Kingsbury benannt. George Washington war Unternehmensgründer, Autor und Abgeordneter in der gesetzgebenden Versammlung des Dakota-Territoriums, der auch sein Bruder angehörte.

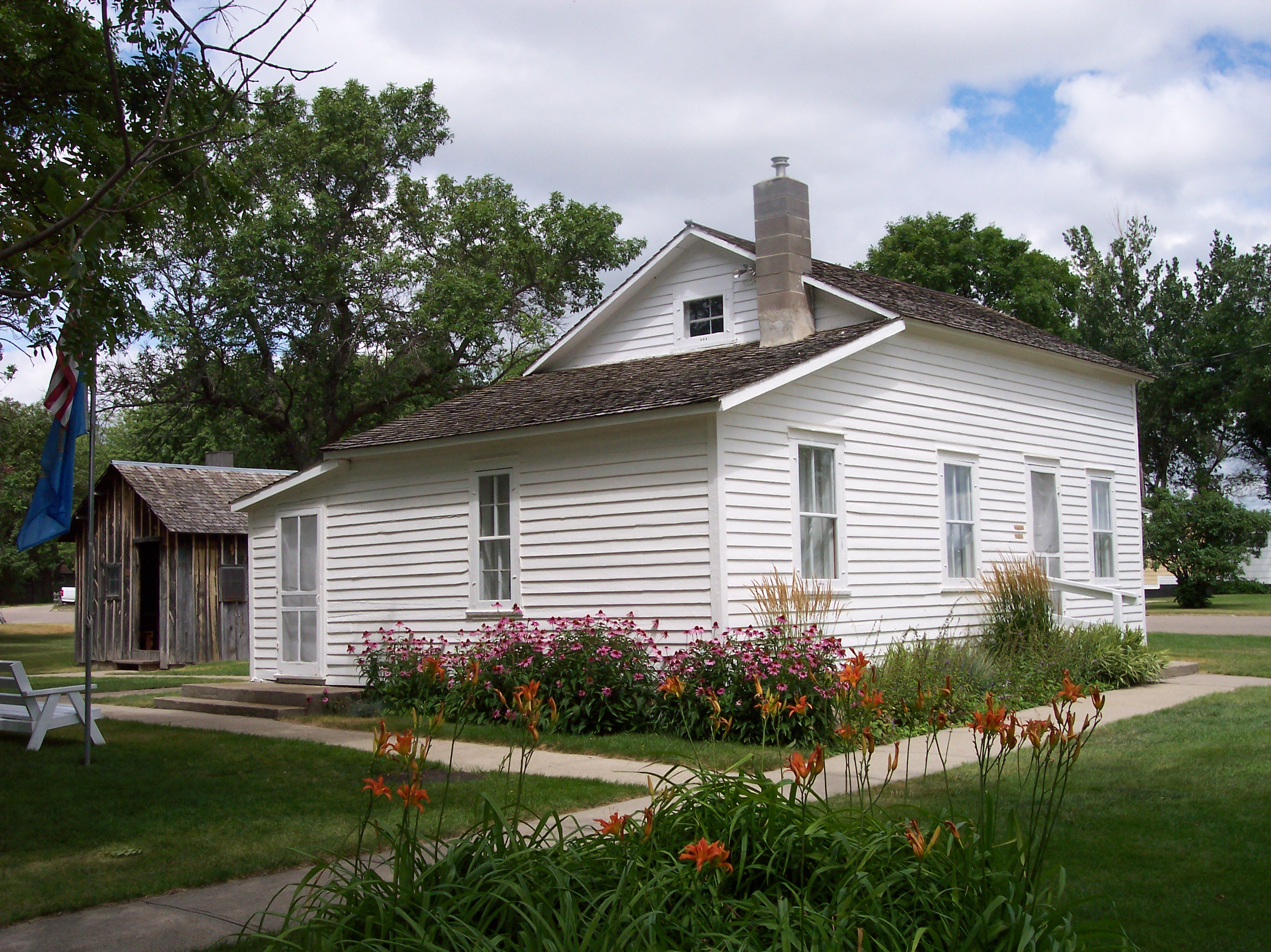
Das Ingalls House ist einer von 20 Einträgen des Countys im NRHP.

20 Bauwerke und Stätten des Countys sind im National Register of Historic Places (NRHP) eingetragen (Stand 2. August 2018).

## Bevölkerungsentwicklung

| 1900  | 1910   | 1920   | 1930   | 1940   | 1950  | 1960  | 1970  | 1980  | 1990  | 2000  | 2010 | 2020 |
| ----- | ------ | ------ | ------ | ------ | ----- | ----- | ----- | ----- | ----- | ----- | ---- | ---- |
| 9.866 | 12.560 | 12.802 | 12.805 | 10.831 | 9.962 | 9.227 | 7.657 | 6.679 | 5.925 | 5.815 | 5148 | 5187 |

## Städte und Gemeinden
- Arlington
- Badger
- Bancroft
- De Smet
- Erwin
- Esmond
- Hetland
- Lake Preston
- Manchester
- Osceola
- Oldham